# مرغ غول‌پیکر
مرغ غول‌پیکر یا خروس ژاگو (نام علمی: Gallus giganteus)، گونه‌ای فرضی از مرغان است. نخستین بار در سال ۱۸۳۸ توسط کونراد یاکوب تمینک توصیف شد که آن را بر اساس پای بزرگی که ۵ سانتی‌متر خار داشت، دریافت کرده بود، نامگذاری کرد. تمینک فکر کرد که این پرنده وحشی از جنوب سوماترا و غرب جاوه است. تمینک گونه‌های اهلی بزرگ را به دوجمله‌ای Gallus patavinus (از پادوآ، زیرا دو نژاد ایتالیایی وجود داشت) که توسط ماتورن ژاک بریسون استفاده می‌شد، اختصاص داد. بار دیگر توسط لئونارد فیتزینگر در سال ۱۸۷۸ توصیف شد. پرندگان بزرگی با تاجی که به‌صورت خطی در امتداد خط چشم امتداد می‌یابد، کلفت، برآمده و در بالا باریک به‌نظر می‌رسد توصیف شده‌اند. گلو برهنه بود و غبغب‌های زیر فک پایین کوچک بود. نویسندگان بعدی شروع به استفاده از نام Gallus giganteus برای گونه‌های بزرگ اهلی کردند، از جمله از مالابار، که در مجموعه Hardwicke نشان داده شد. تمینک معتقد بود که Gallus giganteus یکی از شش اجداد وحشی پرندگان اهلی است. ادوارد بلیت معتقد بود که مرغان اهلی به‌طور کامل از گزینش دستی مرغ جنگلی قرمز Gallus gallus به دست آمده‌اند. چارلز داروین نیز از فرضیه بلیت پشتیبانی می‌کرد.

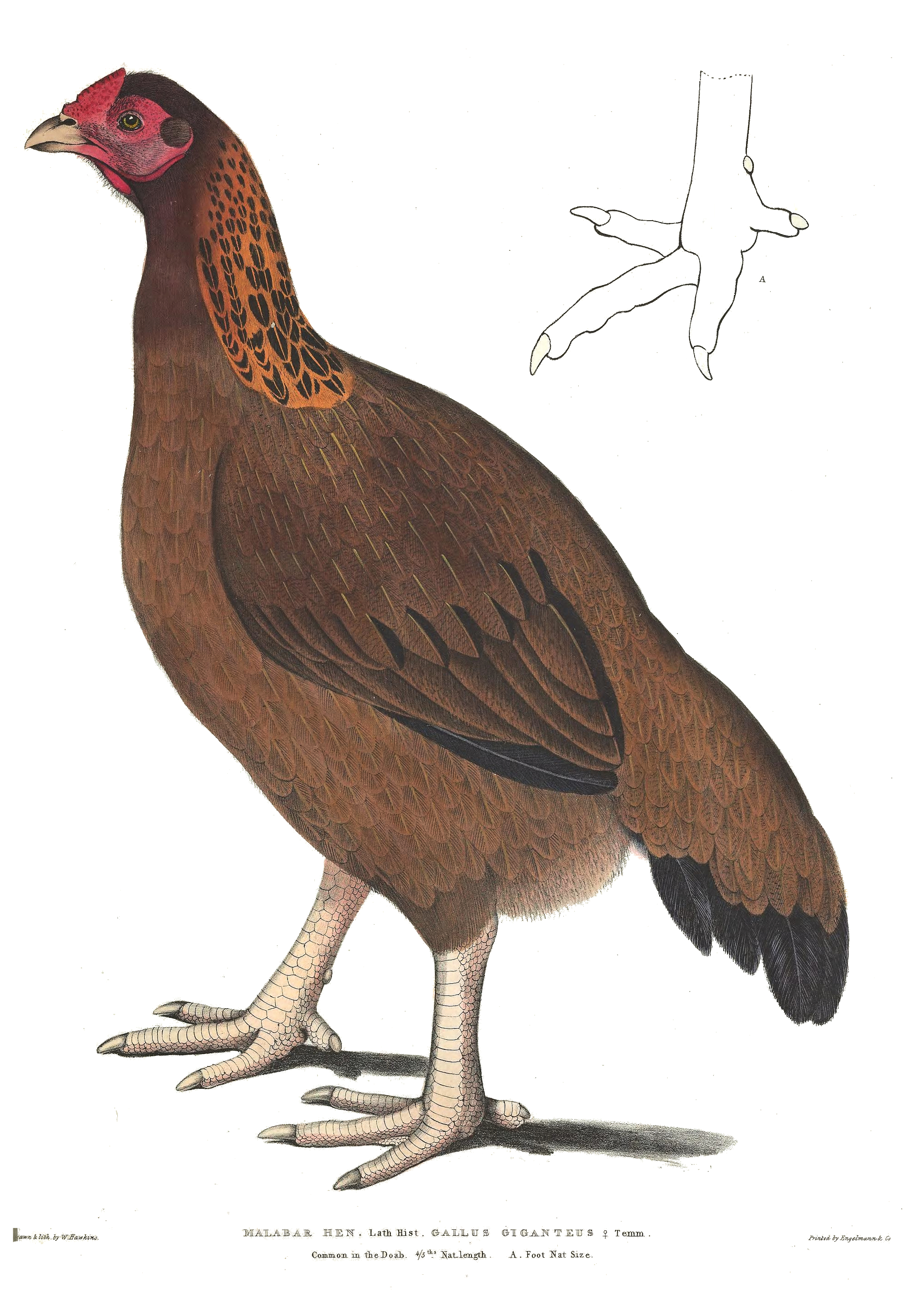
مرغ مالابار
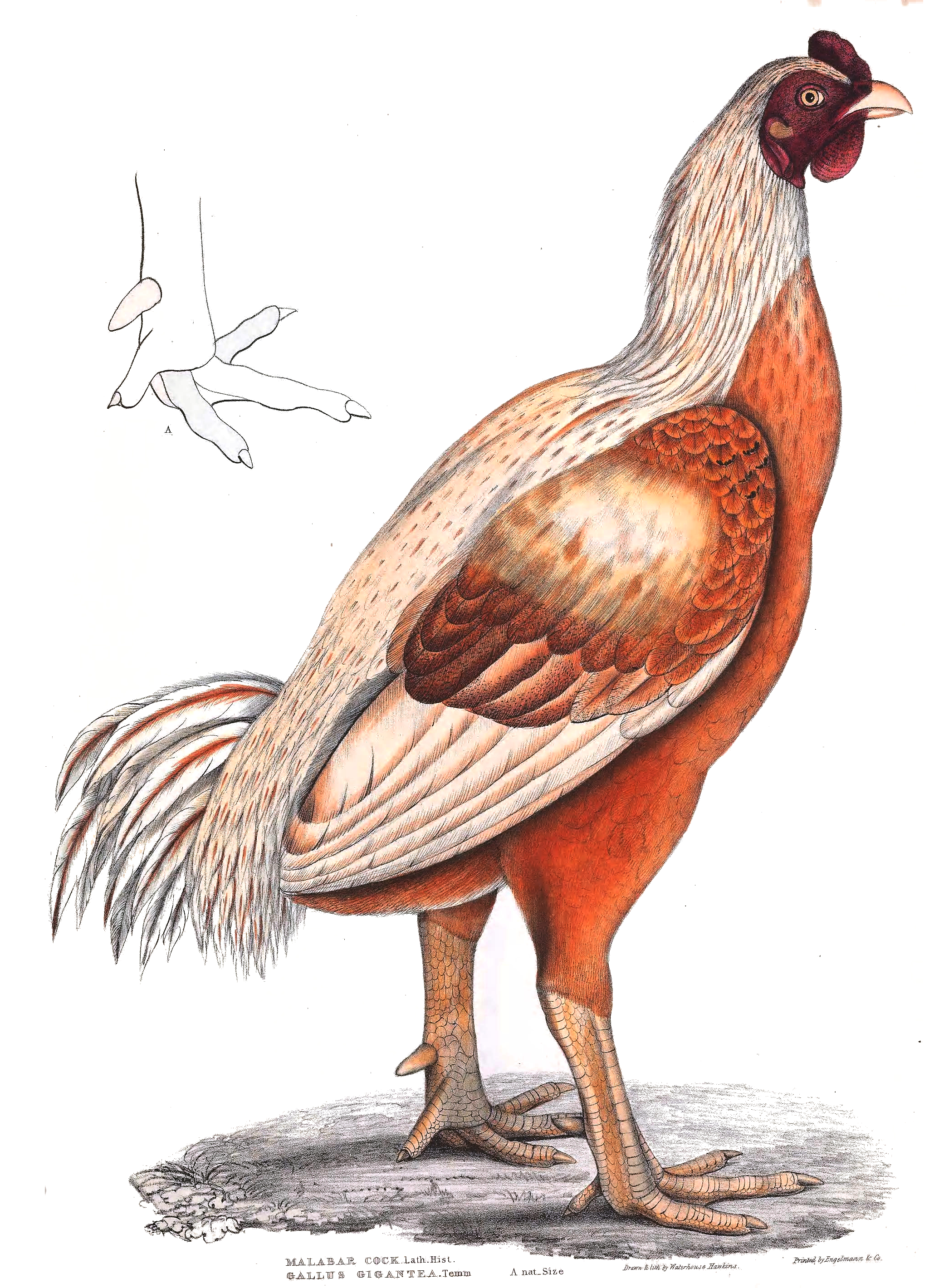
خروس مالابار